# سیارک ۲۵۰۹۸
سیارک ۲۵۰۹۸ (به انگلیسی: 25098 Gridnev، نامگذاری:1998RQ47) بیست و پنج هزار و نود و هشتمین سیارک کشف شده‌است که در ۱۴ سپتامبر ۱۹۹۸ کشف شد.
قدر مطلق سیارک برابر ۱۷.۸ است.